# 滋賀県立長浜養護学校
滋賀県立長浜養護学校（しがけんりつ ながはまようごがっこう）は、滋賀県長浜市にある県立特別支援学校。高等部の分教室として滋賀県立伊吹高等学校の敷地内に滋賀県立長浜養護学校高等部伊吹分教室がある。

## 設置学部
小学部 中学部 高等部

## 沿革
- 1978年（昭和53年）3月16日 - 長浜市今町に、仮称「滋賀県立湖北養護学校」設置決定
- 1978年（昭和53年）8月23日 - 仮称「滋賀県立湖北養護学校」新築工事起工式
- 1979年（昭和54年）3月16日 - 「滋賀県立長浜養護学校」と校名を正式決定
- 1979年（昭和54年）10月6日 - 開校式
- 1980年（昭和55年） 3月3日 - 体育館完成
- 1980年（昭和55年） 4月1日 - 高等部開設
- 1980年（昭和55年）11月1日 - 校舎・体育館竣工式
- 1981年（昭和57年）9月13日 - 高等部棟 完成
- 1981年（昭和57年）11月15日 - 高等部棟竣工式
- 1988年（昭和63年）2月29日 - プール完成[1]